# Музей мистецтва Нортона
Музей мистецтва Нортона - художній музей, розташований у Вест-Палм-Біч (Флорида). Його колекція включає понад 7000 творів з зосередженням на європейському, американському, китайському та  сучасному мистецтві та фотографії. У 2003 році він обійшов музей мистецтва Джона та Мейбла Рінглінга у Сарасоті за величиною й став найбільшим мистецьким музеєм на Флориді.
Музей мистецтв Нортона було засновано у 1941 році Ральфом Хаббардом Нортоном (1875–1953) та його першою дружиною Елізабет Калхун Нортон (1881–1947).
Ральф Нортон, колишній керівник компанії Acme Steel Co, заснованої у Чикаго, після виходу на пенсію переїхав у Вест-Палм-Біч й вирішив поділитися великою колекцією картин та скульптури. Будівля музею належить пізньому арт-деко/неокласицизму, спроєктована Маріон Сімс Вайєтом, відкрилась для громадськості 8 лютого 1941 року.
У 2003 році до Музею мистецтва Нортона було добудовано крило Гейл й Мелвін Нессел площею 4200 м2, що збільшило розмір музею до 11380 м2. Місткість галерей музею збільшилася на 75 відсотків. Крило включає:
- 14 нових галерей,
- закритий двір для розміщення різноманітних освітніх та соціальних заходів,
- установку скляної стелі, замовлену у Дейла Чіхули,
- консольні гвинтові сходи,
- 3-поверховий атріум.

Павільйон родини Дж. Іра та Нікі Харріс - є клиноподібною залою для зібрань та приймальнею. Нове крило було розроблено Чадом Флойдом з коннектикутської архітектурної фірми Centerbrook Architects & Planners. 

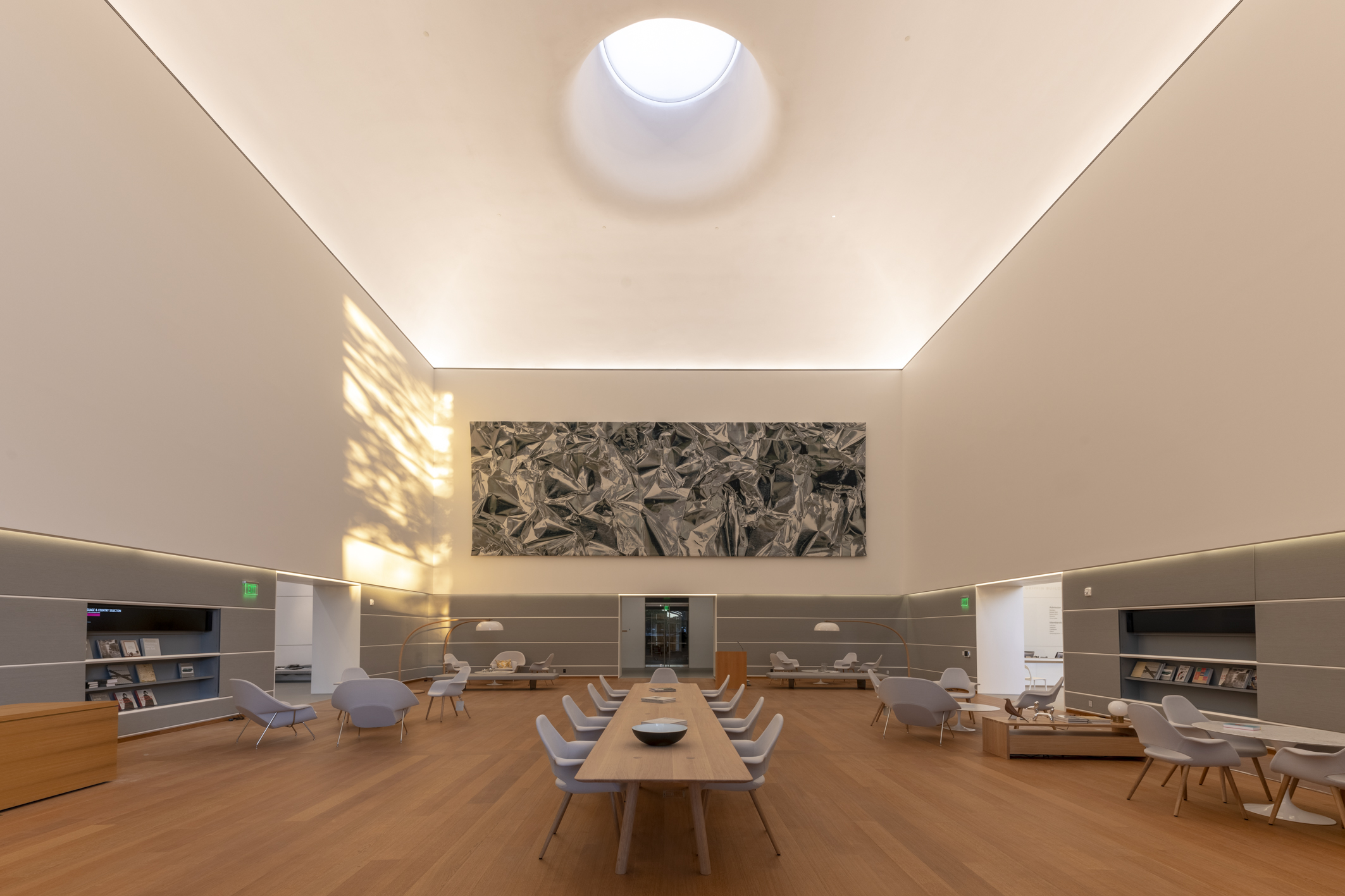
Велика зала Рут й Карла Шапіро з гобеленом Пей Вайта "Ейкон".

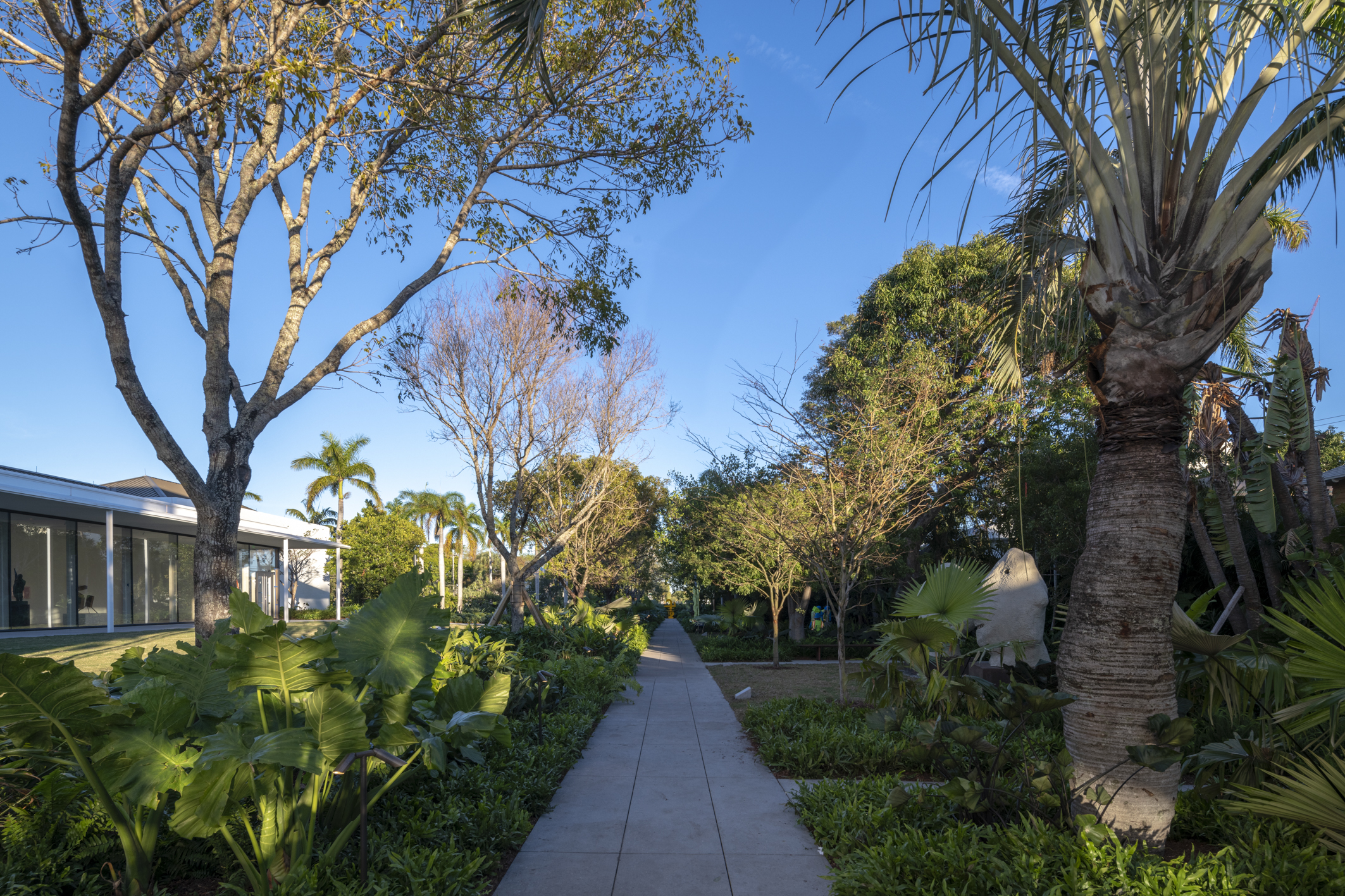
Стежка саду Памели й Роберта Б. Горген

У 2016 році за проєктом британського архітектора Нормана Фостера у музеї розпочалася добудова нового західного крила й перетворення автомобільної стоянки на сад скульптур площею у 840 м2, з бюджетом у 60 мільйонів доларів.

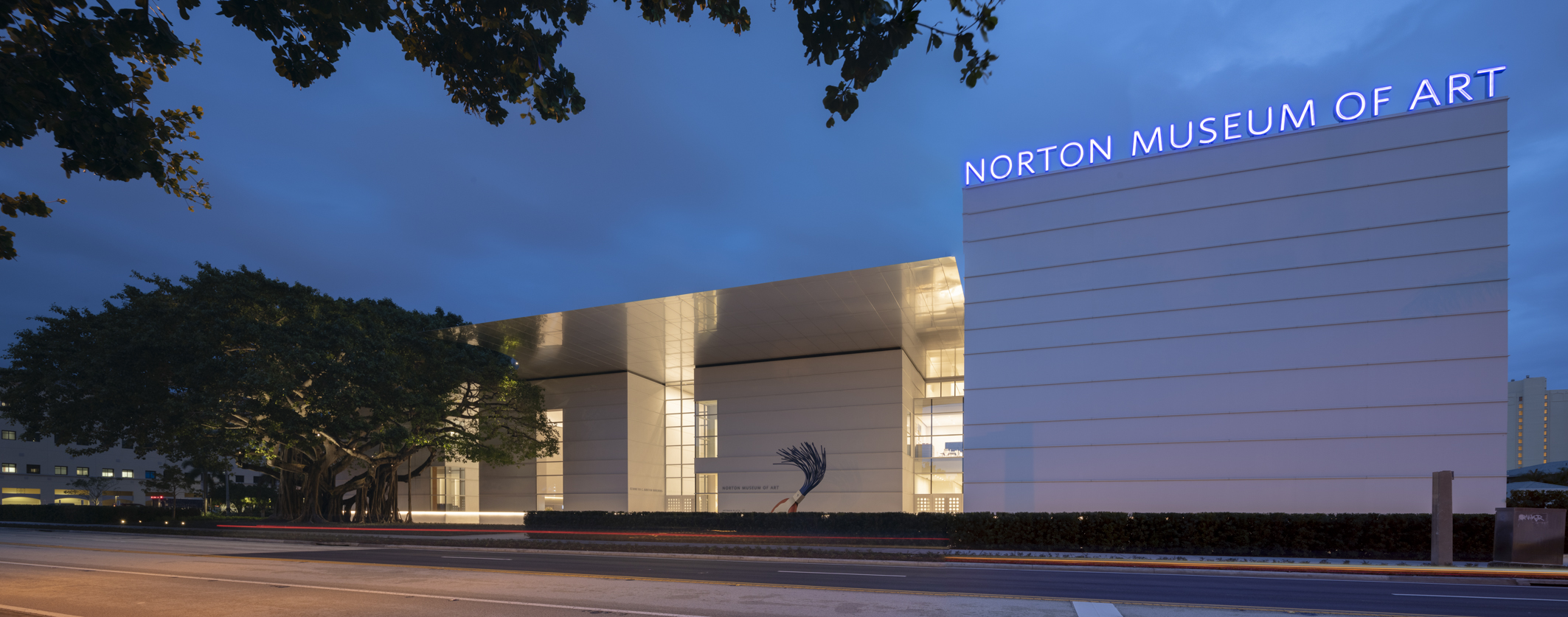
Кутовий фасад перебудованого Музею мистецтва Нортона у лютому 2019 року

У липні 2018 - лютому 2019 років музей було закрито на реконструкцію, що збільшило площу галерейного простору майже у 2 рази на 1100 м2; додано нові аудиторії навчального центру, ресторан, глядацьку залу на 210 місць та сад скульптур. У Західному крилі утворено Велику залу висотою у 13 метрів. Було влаштовано новий вхід у музей з Діксі-хайвея.

## Колекція
Галереї 1-го поверху демонструють сучасне американське мистецтво. Другий поверх надано європейському мистецтву до 1870 року.
 

У 2018 році Музей мистецтва Нортона отримав у подарунок понад 100 творів з колекції Говарда й Джуді Ганек, серед яких художні твори Демієна Херста, Ансельма Кіфера, Зігмара Полка, Еда Руша, Кари Волкер, Дональда Джудда, Меттью Барні, Нана Голдіна, Сінді Шерман, Лорни Сімпсон та Піпілотті Ріст.

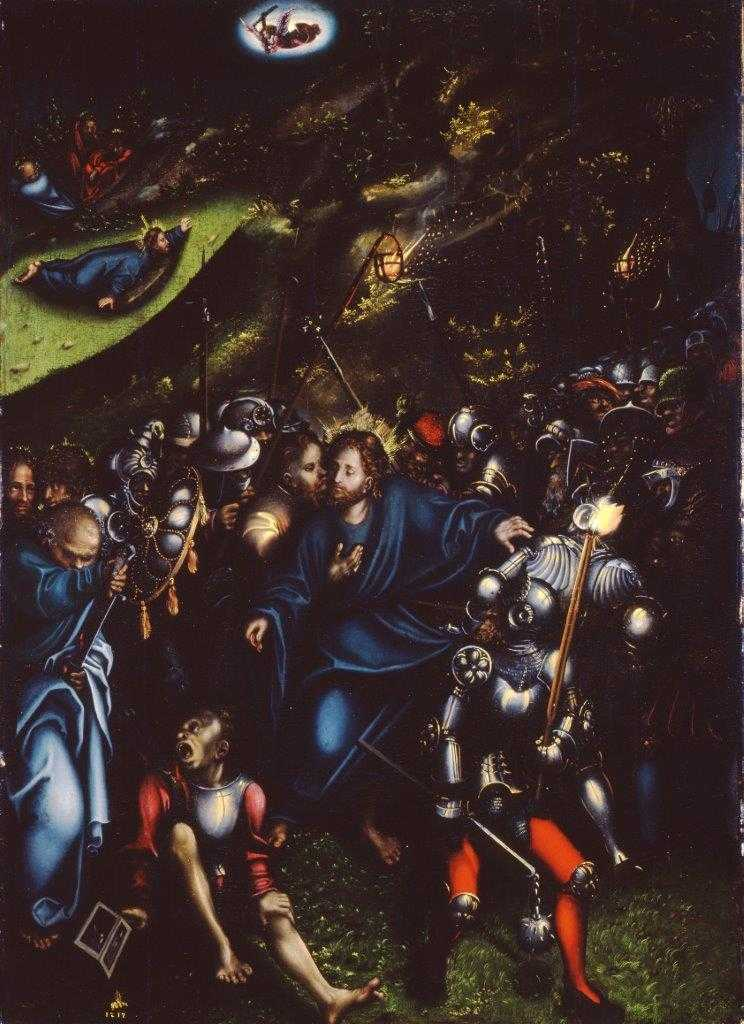
Видача й взяття Христа - Лукас Кранаш - 1515
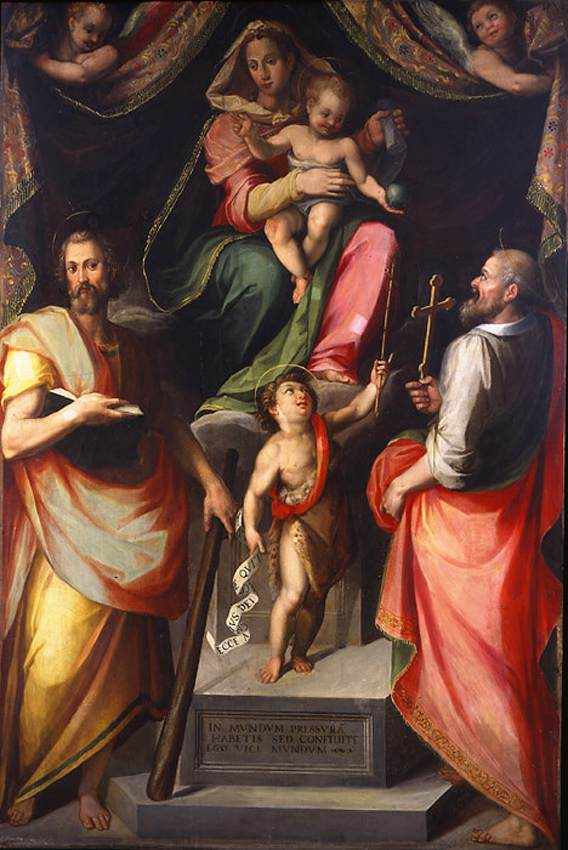
Богоматір на престолі з Дитям та святими - Джованні Марія Буттері - 1586
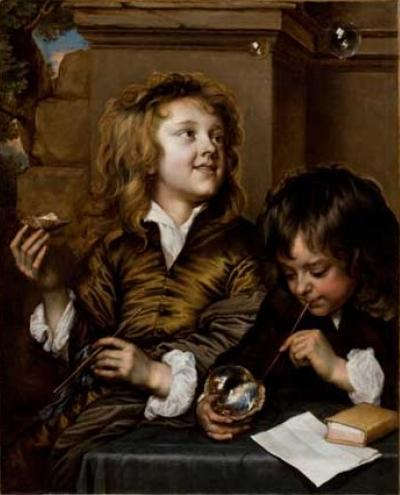
Два хлопці дують бульбашки - Анріаєн Ханнеман - близько 1630 року
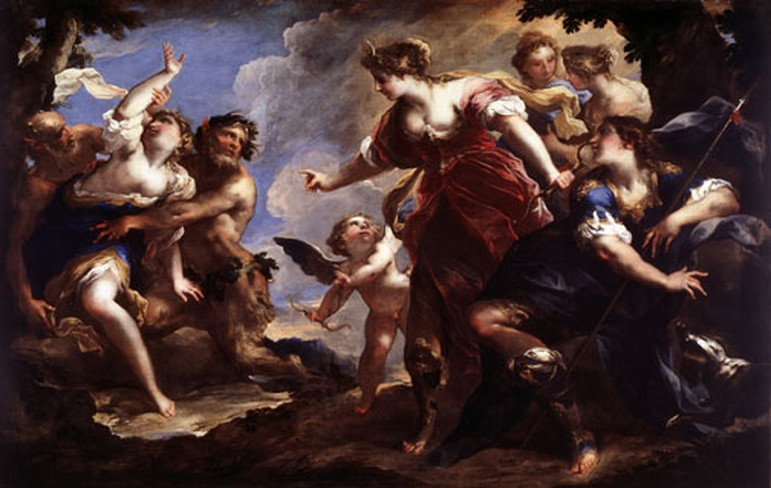
Діана й Актейон з Паном й Сірінксом - Діана Валеріо Кастелло - між 1650 й 1655 роками
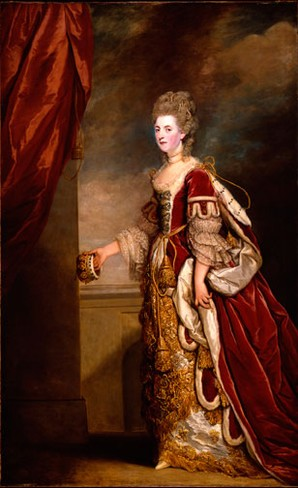
Джейн Герцогиня Гордону сер Джошуа Рейнольдс - між 1775 й 1778 роками
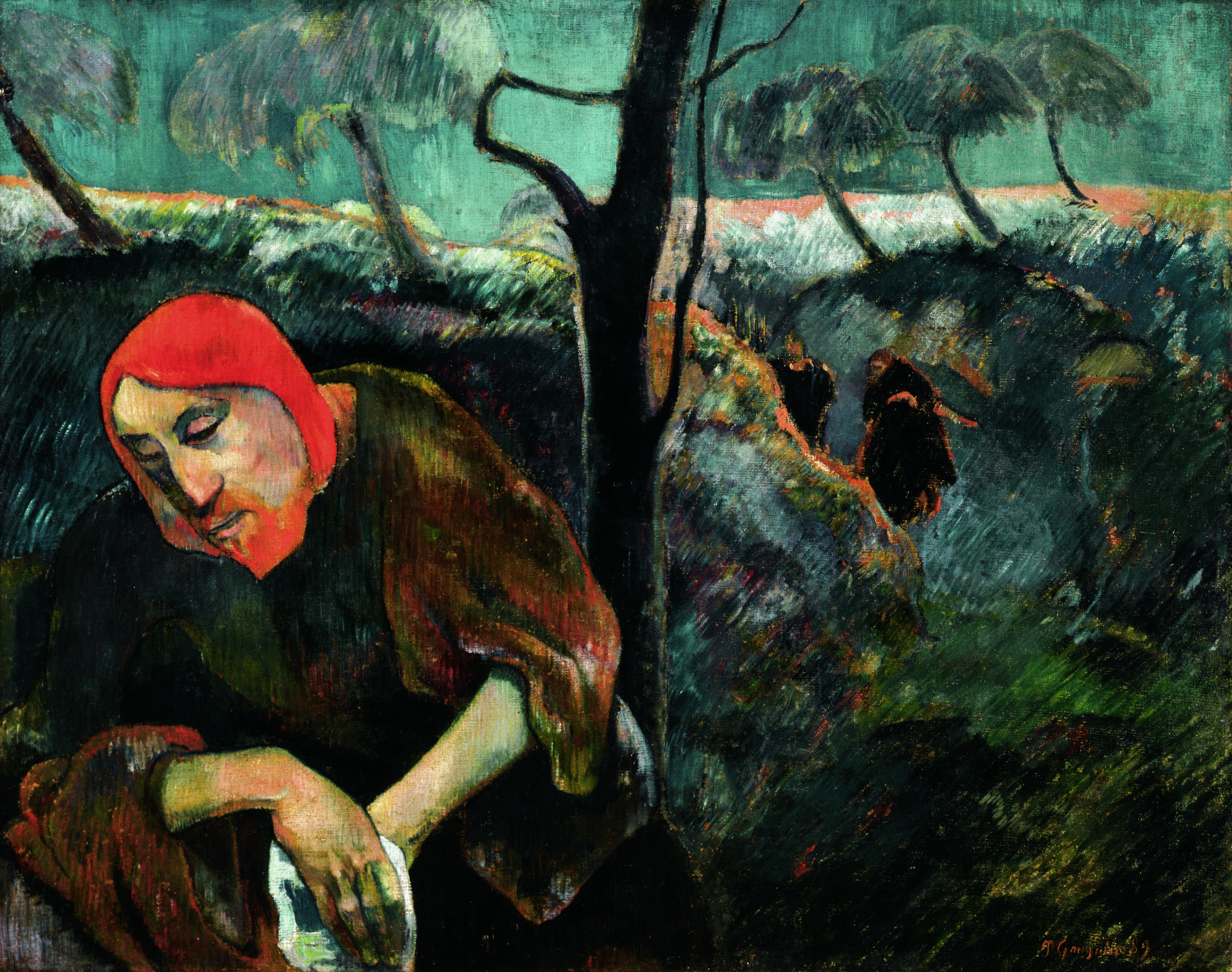
Христос у оливковому саду - Поль Гоген - 1889
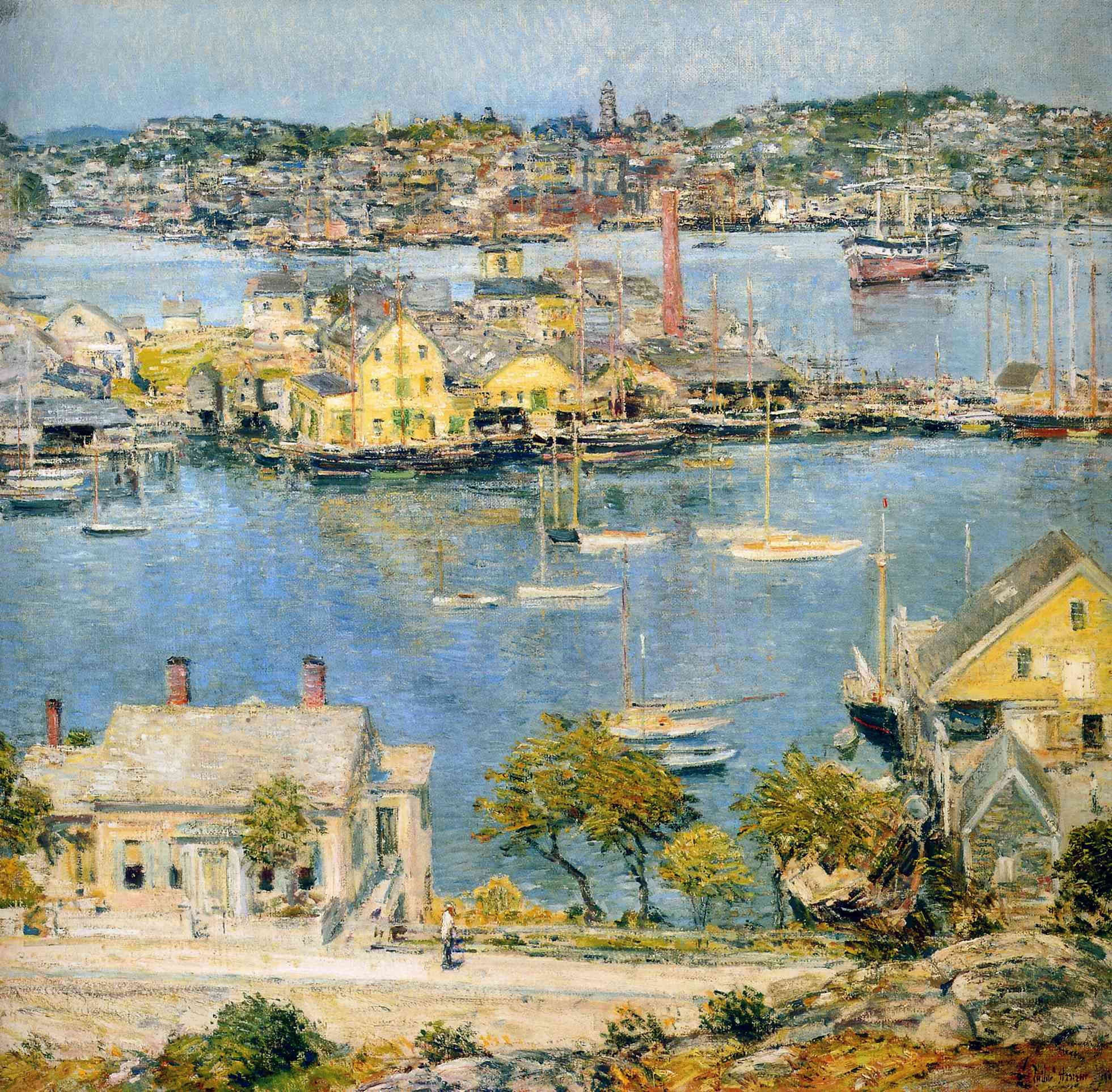
Глочестерська бухта - Чайлд Хассам - 1899
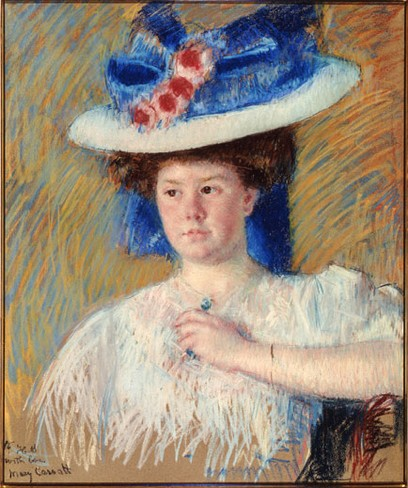
Портрет Хелени Сірс, доньки Сари Чоат Сірс - Мері Кассатт - 1907
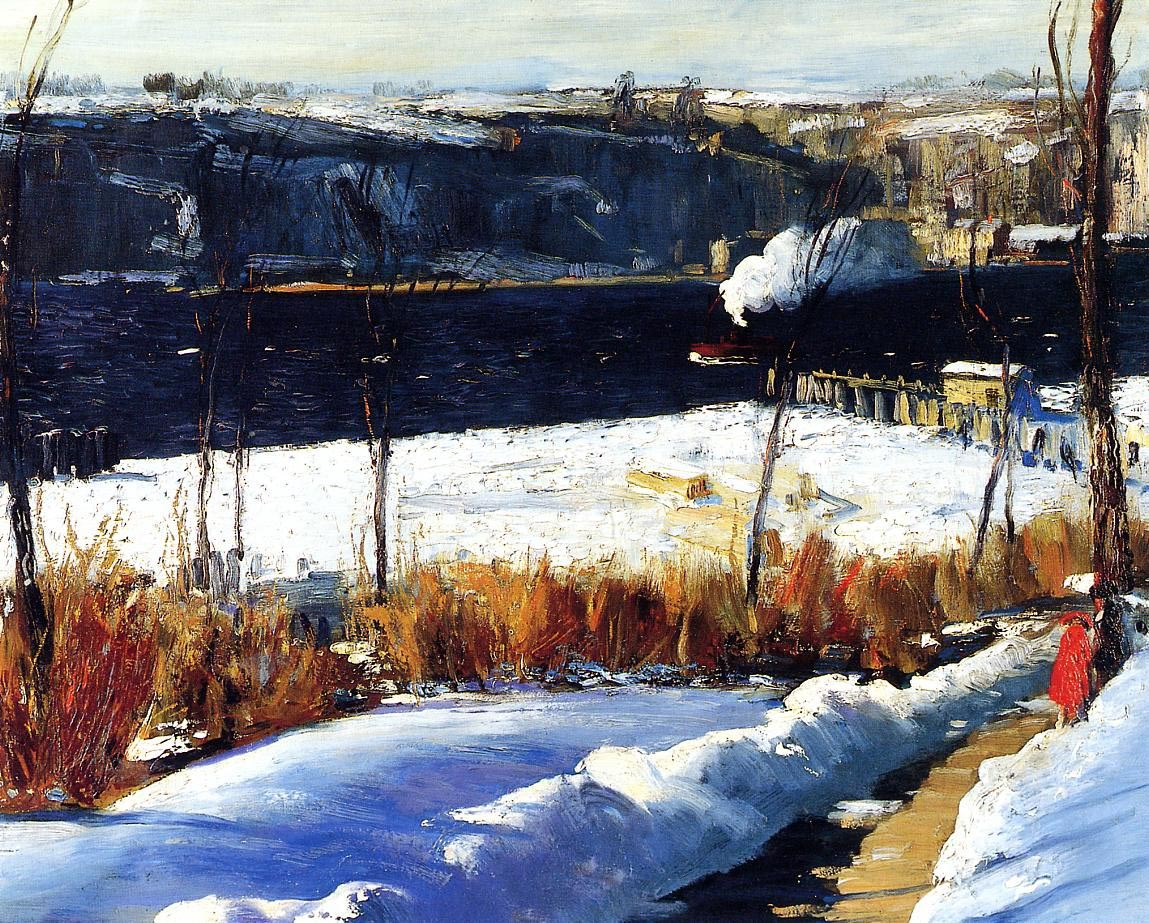
Зимове післяпівдення у Ріверсайд парку - Джордж Білловс -1909
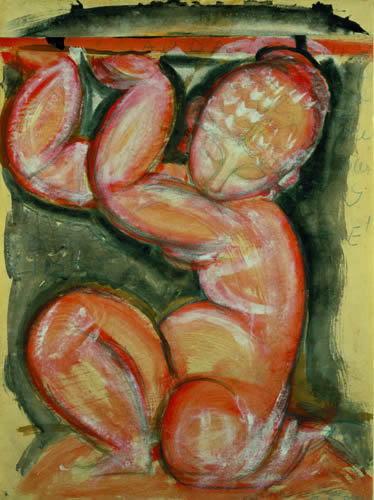
Трояндова каріатида - Амадео Модідільяні - 1914